# Elias Harris
Elias John M. Harris (Speyer, Renania-Palatinado, 6 de julio de 1989) es un jugador de baloncesto alemán que pertenece a la plantilla del Bayern Munich de la Basketball Bundesliga alemana. Con 2,01 de estatura, su puesto natural en la cancha es el de alero.

## Trayectoria deportiva

### Universidad
Jugó durante cuatro temporadas con los Bulldogs de la Universidad Gonzaga, en las que promedió 13,8 puntos y 7,3 rebotes por partido. En sus dos últimas temporadas fue incluido en el mejor quinteto de la West Coast Conference.

### Profesional
Tras no ser elegido en el Draft de la NBA de 2013, poco después fichó por Los Angeles Lakers por dos temporadas.
Tras una pequeña experiencia en Los Angeles D-Fenders de la G-League, pero rápidamente volvería a su Alemania natal donde desarrollaría su carrera, con 6 temporadas consecutivas en el Brose Bamberg.
En la temporada 2020-21 firma por el MHP Riesen Ludwigsburg, donde promedia 15.5 puntos, 4.9 rebotes y 1 asistencia en 24 minutos en la competición local.
El 3 de enero de 2021, Harris firma por el Casademont Zaragoza de la Liga ACB, hasta el final de la temporada. El ala-pívot alemán promedió más de 13 puntos en los 19 partidos en los que vistió la camiseta del conjunto maño.
El 10 de junio de 2021, firma con el San-en NeoPhoenix de la B.League japonesa.
El 12 de julio de 2022 firmó  con el Bayern Munich de la Basketball Bundesliga alemana.

## Estadísticas de su carrera en la NBA

### Temporada regular
| Año     | Equipo      | PJ | PT | MPP | %TC  | %3P | %TL | RPP | APP | ROB | TPP | PPP |
| ------- | ----------- | -- | -- | --- | ---- | --- | --- | --- | --- | --- | --- | --- |
| 2013-14 | L.A. Lakers | 2  | 0  | 5.5 | .000 | —   | —   | .5  | .5  | .5  | —   | 0.0 |
| Total   | Total       | 2  | 0  | 5.5 | .000 | —   | —   | .5  | .5  | .5  | —   | 0.0 |